# Ludwig Biber
Ludwig Biber (* 25. April 1873 in Wien; † 31. März 1959 in Hinterbrühl) war ein österreichischer Architekt und Politiker (CS). Er war zwischen 1932 und 1934 Stadtrat ohne Ressort in Wien. Biber war verheiratet und Vater einer Tochter.

## Ausbildung und Beruf
Biber wurde als Sohn einer Wiener Bürgerfamilie geboren, seine Vorfahren waren seit 1750 Zimmermeister gewesen. Nachdem Biber die Mittelschule absolviert hatte, studierte er an der Spezialschule für Architektur der Akademie der bildenden Künste unter Karl von Hasenauer. Er war ab 1896 im Besitz einer Dampfsäge sowie der Zimmerei Ludwig Biber. Einen Namen im technischen Bereich machte er sich durch die Patentierung einer neuartigen Bogendachkonstruktion. Biber wurde Ingenieur, k. k. Hofzimmermeister und erhielt 1912 den Titel Kommerzialrat verliehen. Er war Mitglied der Kammer für Handel, Gewerbe und Industrie in Wien und wurde vom Reichsverband der Zimmermeister Österreichs zum Präsidenten gewählt. Biber war zudem Mitglied des Österreichischen und des Deutschen Werkbundes.
Biber diente im Ersten Weltkrieg, in dem er den Rang eines Hauptmannes erreichte.

## Politik
Ludwig Biber wurde 1914 in den Wiener Gemeinderat gewählt, dem er bis 1934 angehörte. Nach dem Tod von Karl Rummelhardt im  Oktober 1930 wurde Biber in den Stadtsenat Seitz II berufen, dem er bis 1932 angehörte. Biber blieb jedoch wie die übrigen seiner Parteikollegen im Stadtsenat ohne Ressortverantwortung.